# Pásztói kistérség
A Pásztói kistérség egy kistérség volt Nógrád megyében, központja Pásztó volt. 2014-ben az összes többi kistérséggel együtt megszűnt.

## Települései
| Alsótold         | Bér         | Bokor            | Buják          | Csécse     |
| Cserhátszentiván | Ecseg       | Egyházasdengeleg | Erdőkürt       | Erdőtarcsa |
| Felsőtold        | Garáb       | Héhalom          | Jobbágyi       | Kálló      |
| Kisbágyon        | Kozárd      | Kutasó           | Mátraszőlős    | Palotás    |
| Pásztó           | Szarvasgede | Szirák           | Szurdokpüspöki | Tar        |
| Vanyarc          |             |                  |                |            |